# Офтердінген
Офтердінген (нім. Ofterdingen) — громада в Німеччині, знаходиться в землі Баден-Вюртемберг. Підпорядковується адміністративному округу Тюбінген. Входить до складу району Тюбінген.
Площа — 15,15 км2. Населення становить 5315 ос. (станом на 31 грудня 2020).